# 粟野学
粟野 学（あわの まなぶ、1956年（昭和31年）2月7日 - ）は、日本の銀行家、実業家。きらやか銀行頭取を務めた。

## 人物・来歴
山形県山形市出身。東北大学法学部卒業後、当時の山形相互銀行入行。同行および山形しあわせ銀行トップをあわせて40年あまり務め、安岡正篤を敬慕し人間教育に力を入れた澤井修一からは薫陶を受けた。営業店勤務は5年程で、キャリアの大部分を本部で過ごし、第二地方銀行協会への出向も経験した。
2005年（平成17年）10月、同様に山形市に本店を置く殖産銀行との経営統合を目的に設立されたきらやかホールディングスが発足すると専務、2007年（平成19年）5月、両行の合併によってきらやか銀行が誕生すると同行専務も兼任した。翌年4月1日には「経営の若返りを図るから後はお前がやれ」と後事を託され、頭取に昇格した。
トップ就任にあたって不祥事で業務改善命令を受けたことに加え、店舗統廃合、人員削減、3期連続赤字の事態から沈滞していた行内に経営の旗印を示すべきだと、2010年（平成22年）経営理念として「本業支援」を掲げ、行員に奮起を促し、劣化していた「聞く力」を強化するため行員に研修を実施した。さらに組織改革にも手を付け、本部に顧客の情報を管理する「情報トレーダー」を配置。また2011年（平成23年）には、粟野の発案で本業支援を受けた事業者が出演するコマーシャル「共に活きる」シリーズの製作を決定。そのCMは通覧した金融庁幹部からも好評を博した。このほか、2015年（平成27年）10月には個人向けリテール業務を手掛ける6店を統合の上、事業者向け本業支援をさらに強化していく方針も打ち出した。
これら施策に先立って、2012年（平成24年）10月1日には企業風土も似ており、かねてから交流のあった、三井精一仙台銀行頭取（当時）のもとに足繁く通ったことによって、経営統合を実現。じもとホールディングス（以下、じもとHD）の社長に就任した。
2021年（令和3年）3月期決算で、きらやか銀の純損益が48億5500万円と過去最大の赤字となった事態を受け、責任を明確にしたいとして頭取を辞任し、じもとHDの社長からも退いた。

## 略歴
- 山形県立山形東高校入学、宮城県仙台第二高等学校編入学卒業。
- 1979年（昭和54年）- 東北大学法学部卒業後、山形相互銀行入行。
- 2001年（平成13年）- 山形しあわせ銀行（1989年普銀転換。改称）取締役総合企画部長委嘱。
- 2005年（平成17年）- 同行専務取締役、きらやかホールディングス専務取締役。
- 2007年（平成19年）- 合併、きらやか銀行代表取締役専務。
- 2008年（平成20年）
  - 4月1日- きらやか銀行代表取締役頭取。
  - 6月 - きらやかホールディングス代表取締役社長。
- 2012年（平成24年）10月1日 - じもとホールディングス代表取締役社長。
- 2021年（令和3年）6月 - じもとHD社長を退任。きらやか銀行取締役会長。
- 2022年（令和4年）6月 - きらやか銀行会長を退任。